# Cội Bồ-đề

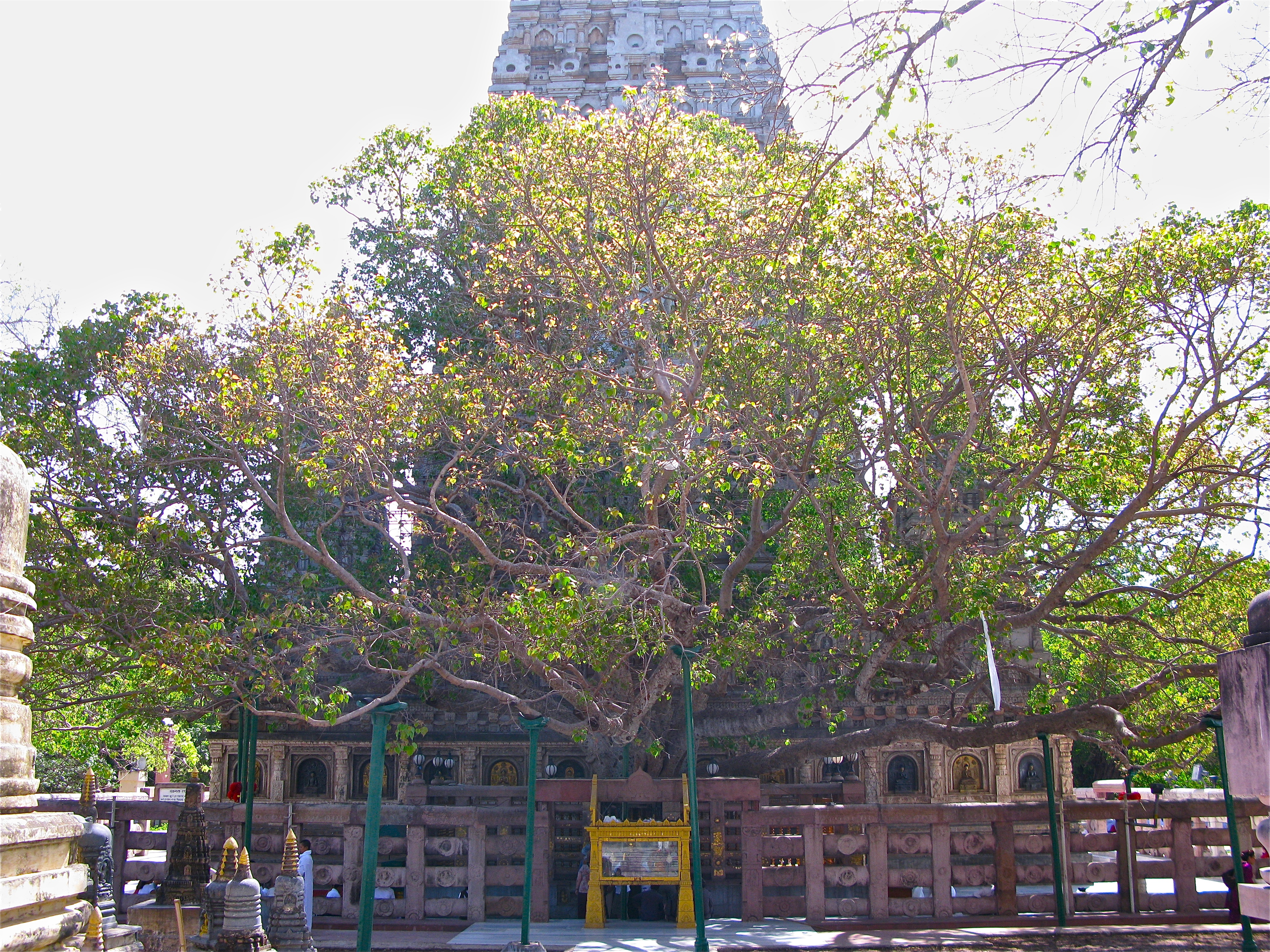
Cội Bồ-đề tại chùa Mahabodhi ở Bồ Đề Đạo tràng.

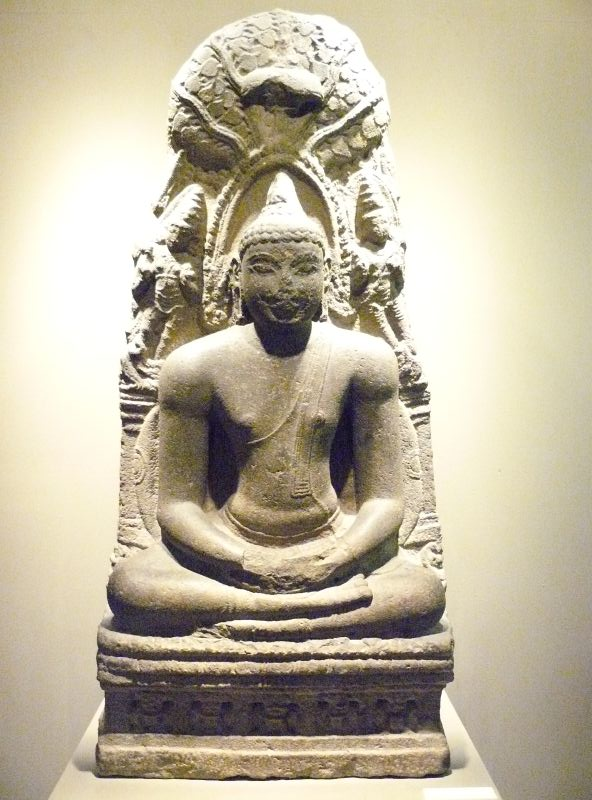
Bức phù điêu mô tả Đức Phật thiền định dưới cội bồ-đề

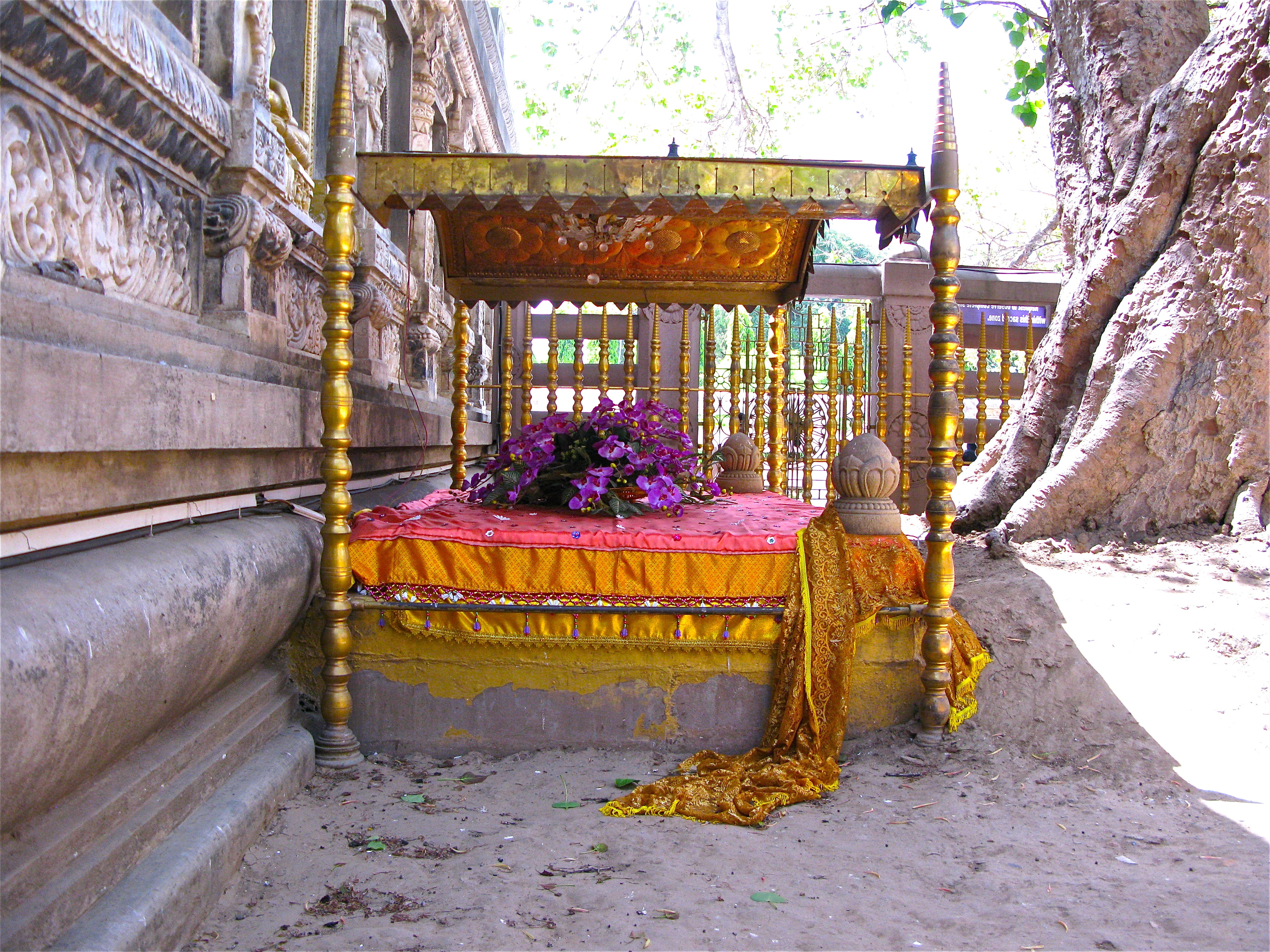
Tòa Kim cang (Vajrashila), nơi Đức Phật đã thiền tọa dưới cội bồ-đề

Cội Bồ-đề (tiếng Phạn: बोधि, tiếng Anh: Bodhi Tree) là danh hiệu trong Phật giáo tôn xưng cho một cây cổ thụ thuộc loài danh pháp khoa học Ficus religiosa tại khu vực Bồ Đề Đạo tràng, nơi thái tử Tất Đạt Đa đã thiền tọa và chứng đắc giác ngộ, trở thành Đức Phật Thích-ca Mâu-ni. Đây là một trong 4 địa điểm được xem là Thánh địa tối cao của Phật giáo.
Khi còn tại thế, Phật Thích Ca từng bảo đại đức Anan (hầu cận của ngài) rằng: mỗi khi tín đồ tới tịnh xá lễ bái mà không có Phật ở đó, thì có thể bảo họ chiêm bái cây bồ đề, và “thấy cây bồ đề cũng như là thấy Như Lai vậy”.
Sau khi Phật nhập niết bàn, cây Bồ-đề nguyên thủy mà Đức Phật ngồi bên khi ngài giác ngộ vẫn còn sống đến thời của vua Asoka và được nhà vua xây rào bảo vệ. Bên cạnh đó, nhà vua cũng đã nhân rộng cây quý này bằng cách chiếc nhánh của nó và gửi đến những địa điểm khác trên cả nước.
Vì sùng kính đức Phật, vua Asoka chăm sóc cây Bồ-đề này rất cẩn thận, hàng ngày nhà vua đến thăm cây Bồ-đề và xem như một báu vật quốc gia. Do lòng ghen tỵ, quý phi của nhà vua là bà Tissarakkhā đã sai người lén chặt cây Bồ-đề và thiêu hủy nó. Vua Asoka đã trồng lại cây Bồ-đề từ một nhánh cây được chiết từ cây ở Sri Lanka (cây này lớn lên từ cành chiết gửi tặng cho vua Devanampiya Tissa trước đó). Có tài liệu khác thì ghi rằng cây bồ đề thứ 2 này mọc ra từ mầm nhú lên từ gốc của cây bị chặt.
Cây Bồ-đề thứ hai bị phá vào thế kỷ thứ 2 trước Công nguyên trong cuộc bức hại Phật giáo của vua Pushyamitra Shunga. Sau đó, cây bồ đề lại tiếp tục được trồng lại. Tuy nhiên, có tài liệu khác cho rằng Pushyamitra Shunga đã không phá hủy cây.
Cây Bồ-đề thứ ba bị phá vào khoảng năm 600, do vua Sasanka xứ Ganda (Bengal, trị vì 590 - 625) ra lệnh. Vua Sasanka theo ngoại đạo nên không thích Phật giáo, ông đã truyền lệnh chặt cây thiêng này đồng thời đem đốt toàn bộ gốc rễ. Khi nghe tin, vua Purnavarama (Phú Lâu Na Bạt Ma) của Maghada (Ma-kiệt-đà), người nối dõi cuối cùng của vua Asoka đã vật mình xuống đất vì đau buồn, ông than thở: "Mặt trời của trí tuệ đã lặn, không còn gì để lại ngoài cội bồ-đề, và ngay cả nó ngày nay cũng đã bị hủy diệt, nơi nào sẽ cung cấp cho nguồn sống tâm linh". Năm 620, vua Purnavarma đã trồng lại cây Bồ-đề. Ngoài ra, vua còn cho xây bức tường cao hơn 7m để tránh kẻ xấu tàn phá cây Bồ-đề. Cây bồ đề này đã được Đường Tam Tạng mô tả trong nhật ký khi ông đến thăm nơi đây.
Khoảng 600 năm sau, cây Bồ-đề thứ tư bị phá. Quân đội Hồi giáo của Muhammad Bakhtiyar Khalji đã xâm chiếm Ấn Độ, phá hủy toàn bộ các Thánh tích Phật giáo, trong đó tòa tháp Maha Bodhi và cây Bồ-đề thiêng liêng. Mặc dù vậy, cây Bồ-đề lại tiếp tục hồi sinh. Ngay nơi gốc cây đã bị tàn phá, một chồi non đã nhú lên và phát triển nhanh chóng, cành lá sum suê.
Đến đầu thập niên 1870, cây Bồ-đề thứ năm đã bị khô chết, rồi trong một cơn bão năm 1876, cây Bồ-đề đã bị đổ. Vào năm 1881, ngài Alexander Cunningham người Anh đã sử dụng hạt giống từ cây Bồ-đề thứ năm và trồng lại chính nơi cây gốc đã từng ở đó. Về sau ở nơi đó, chồi non lại tiếp tục nảy nở và phát triển, kế thừa từ mạch sống của cây Bồ-đề tổ tiên. Cội Bồ-đề này đã lớn lên và phát triển đến ngày nay, cách tháp chính khoảng 5m.
Ngoài ra, một cành chiết từ cây bồ đề nguyên thủy đã được vua Asoka gửi tặng cho vua Devanampiya Tissa (Thiên-Ái-Đế-Tu) tại Sri Lanka vào năm 247 trước Tây lịch. Con gái của vua Asoka là Tỳ-kheo-ni Sanghamitta (Tăng-già-mật-đa) đã sang Sri Lanka (Tích Lan) với mục đích thành lập ni đoàn Phật giáo đã mang nhánh bồ-đề này qua Tích Lan, đem đến trồng ở Anuradhapura, tại đây nó đã phát triển thành một cây to. Sau này người dân Tích Lan đã gọi cây bồ-đề này là "Sri-Maha Bodhi", nghĩa là "Cây Bồ Đề Vĩ Đại Cát Tường". Cho tới nay, trải qua gần 2.300 năm, Cây Bồ Đề Vĩ Đại vẫn sống tươi tốt và được người Sri Lanka coi là quốc bảo. Rất nhiều nhánh từ cây này đã được chiết để gửi đi trồng ở chùa chiền khắp nơi trên thế giới.
Như vậy, cùng chung với số phận thăng trầm của lịch sử Phật giáo, cây bồ-đề cũng đã nhiều lần bị chặt đốt, thiêu hủy do thiên tai vô thường xói mòn và do những người muốn xóa tan vết tích của nó. Thế nhưng trải qua bao nguy khốn, dòng dõi hậu duệ của cây bồ đề vẫn không tuyệt diệt mà vẫn tiếp tục bám trụ và đâm chồi nảy lộc, đời sau nối tiếp đời trước che bóng mát cho nơi mà Đức Phật đã ngồi khi thành đạo, rồi còn được Phật tử đem lan tỏa đi khắp thế giới. Mặc dù trải qua nhiều lần sinh diệt, nhưng vị trí cây ngày hôm nay so với gốc cây ban đầu vẫn không có sự thay đổi chuyển dịch, vẫn định vị như gốc cây nguyên thủy, nơi khoảng 2.600 năm về trước, thái tử Tất Đạt Đa đã giác ngộ thành Phật.